# Rollhockey

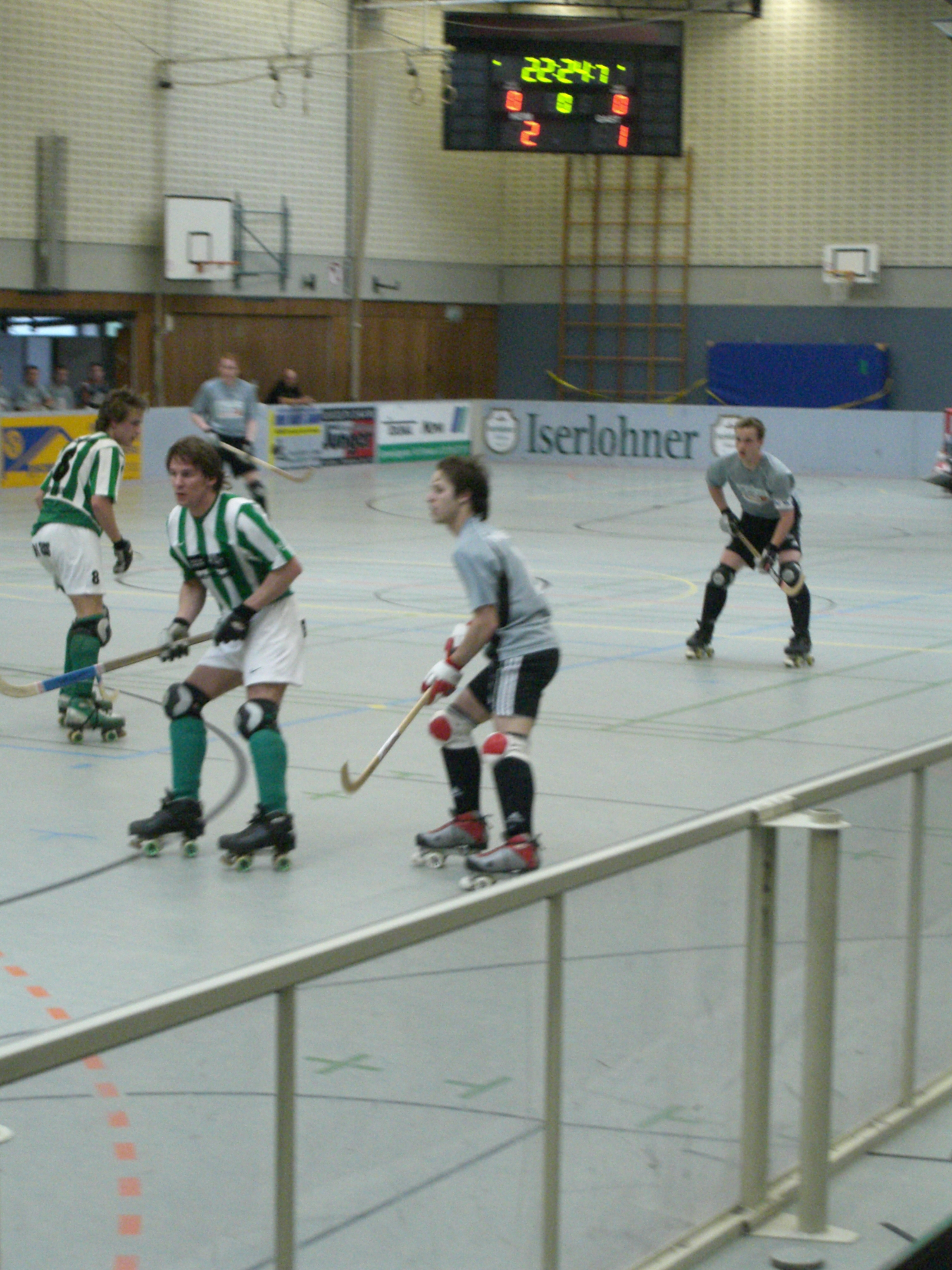
Rollhockey-Spiel im Play-off-Finale 2006 (ERG Iserlohn – RSC Cronenberg)

Rollhockey ist eine Ballsportart, die auf Rollschuhen ausgeübt wird. Je fünf Spieler, ein Torhüter und vier Feldspieler, spielen gegeneinander und versuchen – ausgestattet mit Rollhockeyschlägern – einen kleinen mit Kork gefüllten Ball im gegnerischen Tor unterzubringen. Sieger ist die Mannschaft, die die meisten Tore erzielt.
Rollhockey ist zu unterscheiden von Inline-Skaterhockey und Inlinehockey. Diese beiden Sportarten werden körperbetonter gespielt, beim Inlinehockey ist ein Puck das Spielgerät.

## Grundlagen
Rollhockey wird traditionell mit klassischen Rollschuhen gespielt. Seit einigen Jahren sind aber auch Inliner im Einsatz. Dadurch sind andere Manöver möglich als mit den Rollschuhen. Dies betrifft in erster Linie die Bremsmanöver und, daraus abgeleitet, die schnelleren Richtungsänderungen.
Anders als beim Hockey dürfen beim Rollhockey beide Seiten des Schlägers benutzt werden.
Vor beiden Toren befindet sich ein Strafraum. Fouls innerhalb des Strafraums werden mit einem Penalty für die gegnerische Mannschaft bestraft. Dies geschieht auch, wenn der Torwart den Ball absichtlich festhält.
Leichte Regelverstöße werden mit einem „Teamfoul“ bestraft. Bei zehn Teamfouls erhält die gegnerische Mannschaft einen Penalty, danach bei jedem fünften. Teamfouls wurden eingeführt, um die Härte aus dem Spiel zu nehmen, zuvor gab es gelbe Karten.
Den Schiedsrichtern fällt es nun leichter ein Foul zu bestrafen.
Bei einem groben Foul (auch bei Meckern) wird der Spieler mit einer Blauen Karte bestraft und muss für zwei Minuten das Spielfeld verlassen, die Mannschaft muss so lange in Unterzahl spielen. Außerdem erhält die gegnerische Mannschaft ein Penalty. Fällt innerhalb der Strafzeit ein Tor gegen die in Unterzahl spielende Mannschaft, darf sie wieder mit fünf Mann, mit Ausnahme des bestraften Spielers der seine Strafe absitzen muss, spielen.
Bei vorsätzlichen groben Fouls wird der Spieler mit der roten Karte bestraft und vom Spiel ausgeschlossen, sein Team muss vier Minuten in Unterzahl spielen. Des Weiteren erhält die gegnerische Mannschaft einen Penalty.
Die reine Spielzeit beträgt 2 × 25 Minuten, unterbrochen von einer 10-minütigen Pause, im Schüler- und Jugendbereich werden teilweise nur 15 bis 20 Minuten pro Halbzeit gespielt.

## Deutschland
In Deutschland gibt es 18 Landesverbände, darunter den Südbadischen Rollhockey und Inlinehockey Verband (SRIV), den Thüringer Eis- und Rollsportverband (TERV) und den Inline und Rollsport Verband Berlin (IRVB). Darüber hinaus gibt es den Deutschen Rollsport und Inline-Verband (DRIV) als Dachverband, dessen Sportkommission Rollhockey die Bundesligen und Deutsche Meisterschaften koordiniert. Hochburg des deutschen Rollhockeysports ist Nordrhein-Westfalen: Von dort stammen sieben der neun Mannschaften, die an der Bundesliga-Saison 2019/20 teilnehmen.
Deutscher Rekordmeister der Herren ist die RESG Walsum mit bislang 16 Titeln. Deutscher Rekordmeister der Damen ist der RSC Cronenberg mit zehn Titeln. Den deutschen Meister des Jahres 2020 stellen bei den Herren der SK Germania Herringen und bei den Damen die IGR Remscheid.
Die Herren-Nationalmannschaft des DRIV belegte jeweils den 4. Platz bei den Europameisterschaften 2014 in Oviedo (Spanien), 2015 bei der Weltmeisterschaft in La Roche-sur-Yon (Frankreich) und 2016 bei der Europameisterschaft in Alcobendas (Spanien).
Die Damen-Nationalmannschaft des DRIV wurde am 23. September 2007 in Alcorcón (Spanien) zum zweiten Mal nach 2003 Europameister und nahm 2008 an der Weltmeisterschaft in Japan teil. Hierbei errang sie den siebten Platz unter zwölf teilnehmenden Nationen. Bei der Weltmeisterschaft 2010 in Alcobendas, Spanien sprang der vierte Platz heraus hinter Argentinien, Frankreich und Spanien. Bei den Roller-Games 2017 in Nanjing/China, wo erstmals alle Rollsportarten gemeinsam ihre Weltmeisterschaften austrugen, errang das deutsche Damenteam den 3. Platz.
WM-Platzierungen der Damen
- 2008 in Japan: 7. Platz
- 2010 in Spanien: 4. Platz
- 2012 in Brasilien: 5. Platz
- 2014 in Frankreich: 4. Platz
- 2017 in China: Bronze-Medaille

## Schweiz
In der Schweiz treten vermehrt professionelle Vereinsstrukturen auf und es wird verstärkt im Juniorenbereich gearbeitet. Auftrieb gaben hier die Erfolge der Herrennationalmannschaft: Die Schweizer Herren gewannen bei der Europameisterschaft 2006 überraschend das Halbfinale gegen Gastgeber Italien mit 5:3 im Penaltyschießen und zogen so zum ersten Mal in das Finale ein. Dort unterlagen sie Spanien mit 0:2 und errangen die Silbermedaille. Bei der Weltmeisterschaft 2007 im eigenen Land verlor die Schweizer Mannschaft im Finale erneut gegen Spanien. Der viermalige Deutsche Meister RSV Weil am Rhein nimmt seit seinem Wechsel in den Verband der Schweiz im Jahr 2004 am regulären Spielbetrieb sehr erfolgreich teil und vertrat die Schweiz auch international im Europapokal, in dem man 2008/2009 gleich zwei deutsche Mannschaften ausschalten konnte und am Ende der Saison als erstes ausländisches Team einen nationalen Titel (Schweizer Meister 2008/2009) und den Pokalsieg feiern konnte. Die Schweizer Rollhockeymeisterschaft umfasst vier Herrenligen und eine Damenliga.
Seit über hundert Jahren richtet der Montreux Hockey Club den Coupe des Nations (Rollhockey) aus, welcher als einziges Turnier im offiziellen Kalender des Weltverbandes World Skate ist.
Siehe auch: Geschichte des Schweizer Rollhockeys 1939–1945

## International
Im Gegensatz zu Deutschland, wo Rollhockey eine Randsportart ist, erfreut sich der Sport in Italien, den spanischsprachigen Ländern Spanien, Argentinien und Chile, und den portugiesischsprachigen Ländern Portugal, Angola und Mosambik großer Beliebtheit. Es ist dort keine Seltenheit, dass ein Spiel vor einigen tausend Zuschauern ausgetragen wird und in Fernsehübertragungen zu sehen ist. Die Nationalmannschaften dieser Länder sind auch die stärksten in Europa und der Welt, mit Spanien und Portugal als Rekord-Weltmeister und Rekord-Europameister.
Rollhockey ist international in der Fédération Internationale de Roller Sports (FIRS) organisiert.
In Barcelona 1992 war Rollhockey dank Juan Antonio Samaranch, der in den 1950er-Jahren spanischer Nationaltorwart war, olympische Demonstrationssportart. Es war die einzige Sportart, in der sämtliche Spiele ausverkauft waren. Das Finale gewann Argentinien vor 17.000 Zuschauern mit 8:6 gegen Spanien. Der Zuschauerrekord liegt bei 125.000 Zuschauern beim Meisterschaftsfinale in Brasilien 1962.
Im Jahr 2008 fand die Herren-EM in Oviedo (Spanien) statt. 2009 war der Austragungsort der WM Vigo, Spanien. Weltmeister wurden die Gastgeber vor Argentinien, Portugal und Brasilien. In Wuppertal fanden nach 1997 (Weltmeistertitel Italien) 2010 die 49. Europameisterschaften statt; Europameister wurde Weltmeister Spanien vor Portugal, den dritten Platz sicherten sich die Franzosen im Penaltyschießen nach Verlängerung gegen Deutschland. In Darmstadt fand 2010 die U20-Damen-Europameisterschaft statt. Im Jahr 2017 wurde die Europameisterschaft der U17-Juniorinnen in Remscheid ausgetragen.
Im März 2019 fand in Angola die erste Afrikanische Nationenmeisterschaft im Rollhockey statt. Es nahmen zunächst nur drei Länder teil (Angola, Mosambik und Ägypten, der vierte Teilnehmer, Südafrika, zog im letzten Moment zurück), der Gastgeber wurde am Ende Afrikameister.

## Europameisterschaft Titel Männer
| Land     | Titel |
| -------- | ----- |
| Portugal | 20    |
| Spanien  | 16    |
| England  | 12    |
| Italien  | 3     |

## Weltmeisterschaft Titel Männer
| Land        | Titel |
| ----------- | ----- |
| Spanien     | 16    |
| Portugal    | 15    |
| Italien     | 4     |
| Argentinien | 5     |
| England     | 2     |